# Tmesisternus apicalis
Tmesisternus apicalis är en skalbaggsart som beskrevs av Aurivillius 1927. Tmesisternus apicalis ingår i släktet Tmesisternus och familjen långhorningar.
Artens utbredningsområde är Irian Jaya. Inga underarter finns listade i Catalogue of Life.